# ベルトラン・シャマユ
ベルトラン・シャマユ（Bertrand Chamayou、1981年3月23日 - ）は、フランスのトゥールーズ出身のクラシック・ピアニスト。ロマン派音楽を中心に、ラヴェルや現代音楽の演奏でも知られ、芸術文化勲章シュヴァリエやクラシック音楽ヴィクトワール賞などを受賞している。

## 来歴
ベルトラン・シャマユは、1981年3月23日にフランスのトゥールーズに生まれた。わずか1ヶ月足らずで楽譜が読めるようになった幼少時のシャマユは、しかしとくに執拗な練習をするということはなく、自作曲を自宅のアップライト・ピアノで試奏するなどして過ごしていた。トゥールーズ音楽院のクロディーヌ・ウィロース（Claudine Willoth）に、さらにパリ音楽院のジャン＝フランソワ・エッセールに師事し、15歳でパリ音楽院に入学。その後、ロンドンにてマリア・クルチオから個人的な指導を受けたほか、レオン・フライシャー、ドミトリー・バシキーロフからも薫陶を受け、マレイ・ペライアからは最大の影響を受けたと述懐している。

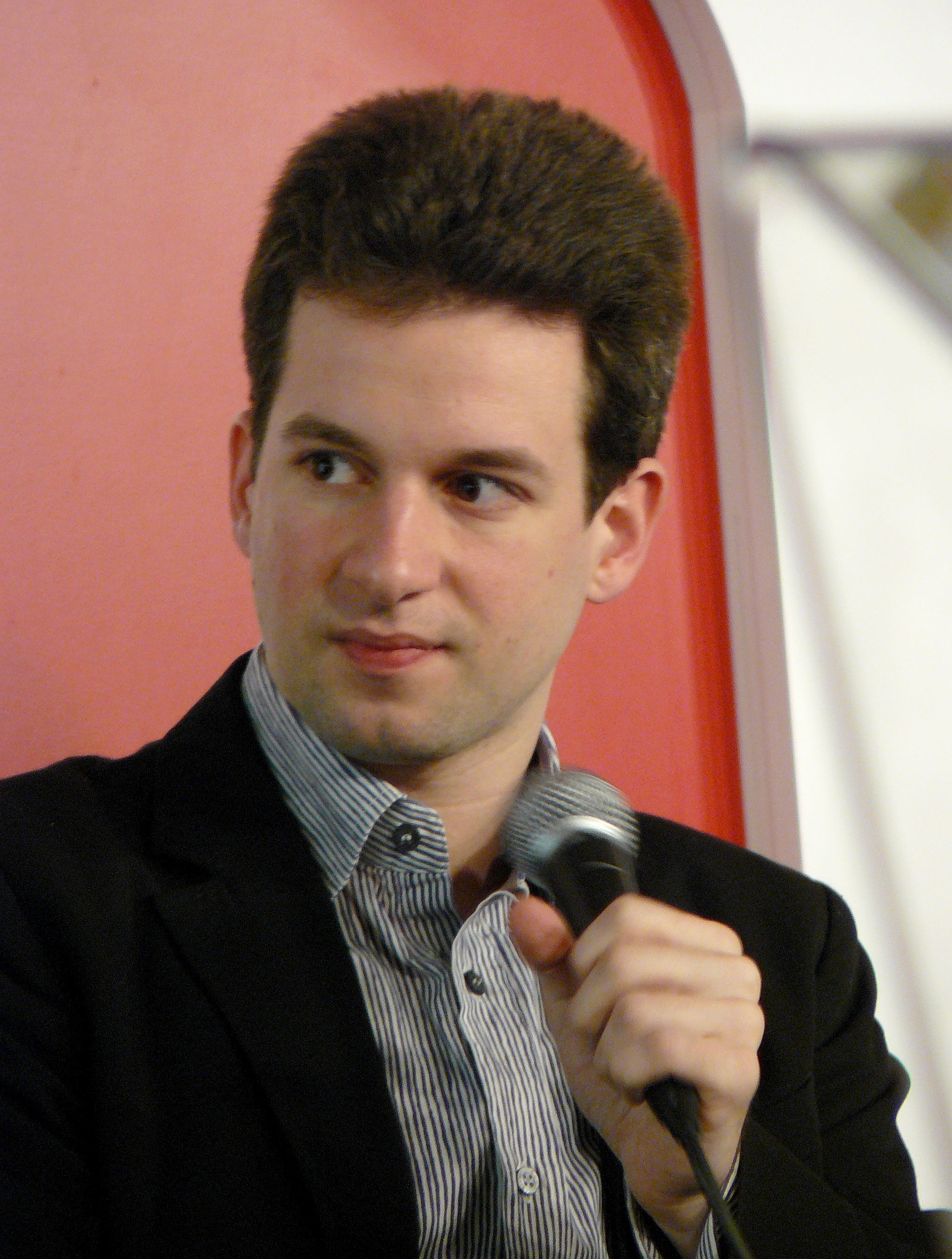
2010年パリにて

ロン＝ティボー国際コンクール（2001年）第4位ほかの受賞歴に恵まれプロとしてのキャリアを開始したシャマユは、その後世界各国の主要な管弦楽団との共演、音楽祭への出演、室内楽の演奏などを行うほか、ナイーヴ、ソニー・クラシカル、エラート／ワーナー・クラシックスといったレーベルから多くの録音を発表。2015年には芸術文化勲章シュヴァリエを授与されたほか、クラシック音楽ヴィクトワール賞を唯一3度受賞している。

## レパートリーと評価
ロマン派音楽を中心的なレパートリーとするほか、アンリ・デュティユー、ピエール・ブーレーズ、エサ＝ペッカ・サロネンといった現代の作曲家の新作の演奏においても存在感を発揮する演奏家である。主要な録音としては以下のものがある。
- 『亡き王女のためのパヴァーヌ〜ラヴェル：ピアノ・ソロ作品集』（2015年録音）[2][4]
- 『サン＝サーンス：ピアノ協奏曲第2番、第5番「エジプト風」他』（エマニュエル・クリヴィヌ指揮、フランス国立管弦楽団、2018年録音）[5][注 1]
- 『グッド・ナイト！』（2020年のリサイタル音源）[2][6]

コントロールされたタッチや緻密な（subtle）ダイナミクスの使い方 (Sanderson n.d.) といった技術面や作曲家の魅力と様式の理解 (桐島 2018) が評価されるとともに、例えばラヴェルの演奏については生み出される音楽に硬さは なく（id. 2016）洗練された陰影と繊細な音色といった抑制された（subdued）表現の達人（Sanderson, l.c.）であるとも評される。

## 主要共演者
- 管弦楽団
  - ライプツィヒ・ゲヴァントハウス管弦楽団[2]
  - ベルリン・コンツェルトハウス管弦楽団[2]
  - クリーヴランド管弦楽団[2]
- ヴァイオリン奏者
  - ルノー・カピュソン[2]
  - ヴィルデ・フラング[2]
- チェロ奏者
  - ゴーティエ・カピュソン[2]
  - ソル・ガベッタ（英語版）[2]